# Фрегаты типа «Аунг Зея»
Фрегаты типа «Аунг Зея» Aung Zeya — фрегат ВМС Мьянмы. Головной корабль класса назван в честь Аунг Зейи (Алаунгпая), основателя династии Конбаун в Мьянме. UMS Aung Zeya (F-11) — первый в ВМС Мьянмы фрегат с управляемыми ракетами отечественной постройки.  
По состоянию на 2021 год головной корабль (F-11) — единственный корабль этого класса.